# Tortula marginata
Tortula marginata är en bladmossart som beskrevs av Richard Spruce 1845. Tortula marginata ingår i släktet tussmossor, och familjen Pottiaceae. Inga underarter finns listade i Catalogue of Life.